# Dakota del Sud
Il Dakota del Sud (AFI: [daˈkɔta]; in inglese , [ˌsaʊθ dəˈkoʊtə]) (sigla = SD) in passato italianizzato in Dacota Meridionale è uno Stato federato degli Stati Uniti d'America, situato nelle alte pianure del Midwest.
Costituito da 66 contee, ha come capitale Pierre. L'unità navale USS South Dakota prese questo nome in onore dello Stato.

## Geografia fisica

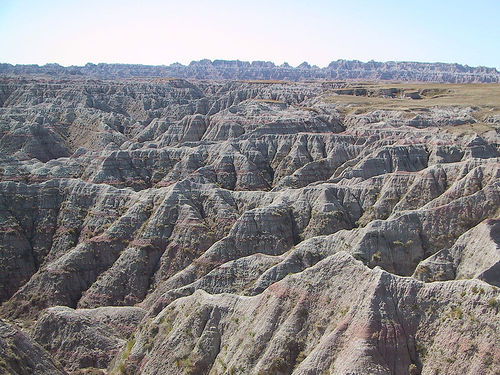
Il Parco Nazionale delle Badlands

Il Dakota del Sud confina a nord con il Dakota del Nord; a sud con il Nebraska; a est con lo Iowa e il Minnesota; e a ovest con il Wyoming e il Montana. È uno dei sei Stati della cosiddetta Frontier Strip (Striscia di Frontiera, una linea di confine continua che dal Dakota del Nord arriva fino in Texas attraversando tutti gli Stati Uniti in senso nord-sud).
Il fiume Missouri attraversa la parte centrale del Dakota del Sud. A est del fiume ci sono colline basse e laghi glaciali. A ovest del fiume ci sono canyon profondi. Il Dakota del Sud è suddiviso in quattro regioni: la Drift Prairie, i Dissected Till Plains, le Grandi Pianure, e le Black Hills.
La Drift Prairie si estende per la maggior parte orientale del Dakota del Sud. È la terra delle colline basse e dei laghi glaciali. Quest'area fu chiamata Coteau des Prairies (Colline delle praterie) dai primi colonizzatori francesi. Il Coteau des Prairies confina a nord-est con la valle del fiume Minnesota e a nord-ovest con il James River Basin. Il James River Basin è per la maggior parte terra piatta.
I Dissected Till Plains si trovano nella parte sud-orientale del Dakota del Sud. La regione delle Grandi Pianure occupa più dei due terzi della parte occidentale dello Stato. Le colline e le valli del Coteau de Missouri si trovano tra il James River Basin del Drift Prairie e il fiume Missouri. A ovest del fiume Missouri il terreno si fa più accidentato e il paesaggio è più arido e presenta canyon, colline ondulate e i caratteristici butte (le formazioni rocciose che emergono dal suolo con versanti verticali e limiti netti, tipiche dei paesaggi western) alti fino a 180 m. Procedendo verso sud, a est delle Black Hills si ha la regione più inospitale di tutto lo Stato, le famose Badlands (calanchi) della Dakota del Sud.
Le Black Hills (Colline Nere) si trovano nella parte sudoccidentale del Dakota del Sud. Si estendono per 15 500 km². con montagne la cui altezza varia dai 600 ai 1 200 m. La montagna più alta del Dakota del Sud, Harney Peak (2 207 m s.l.m.), si trova nelle Black Hills. Le Black Hills sono ricche di minerali come oro, argento, rame e piombo. La Homestake Mine, una delle più grandi miniere d'oro degli USA, si trova nelle Black Hills. Il Monumento Nazionale del Monte Rushmore è ricavato da un enorme blocco granitico affiorante nelle Black Hills.
I fiumi più importanti del Dakota del Sud sono il fiume Cheyenne, il Missouri, il James River e il White River. I laghi maggiori sono il lago Oahe, il lago Francis Case e il lago Lewis and Clark.

### Clima
Il Dakota del Sud ha un clima continentale con inverni molto freddi e estati calde. Durante le estati la temperatura massima media è vicina a 32 °C anche se spesso la notte si scende a circa 15 °C. Gli inverni sono freddi con temperature massime a gennaio in media sotto zero, e temperature minime in media sotto i −12 °C.
L'estate porta frequenti temporali. La regione orientale dello Stato fa parte dell'area dei tornado (la cosiddetta tornado alley, un'area degli Stati Uniti in cui i tornado sono più frequenti). Gli inverni sono un po' più stabili. Forti tempeste invernali, a volte tempeste di neve (blizzard), possono capitare in inverno sebbene di solito nel Dakota del Sud la neve cada a fine autunno e inizio primavera.

## Origini del nome
Prende il nome dalla tribù di Nativi Americani Lakota (Sioux) e venne ammesso nell'Unione il 2 novembre 1889, assieme al Dakota del Nord, quando in precedenza, dal 2 marzo 1861 era stato costituito il Territorio del Dakota.

## Storia
Alcuni reperti documentano che la regione era popolata da almeno 7 000 anni. Con l'avvento degli europei era abitata da popolazioni organizzate in villaggi stabili come i Mandan. Esplorato nel 1742-43 da François Gaultier de La Vérendrye che, a testimonianza, seppellì una placca di piombo il 30 marzo 1743 su una collinetta di fronte alla città di Pierre, poi ritrovata nel 1913, seguì le sorti della Louisiana. Fu poco colonizzato finché ci furono le guerre con i Sioux, specie dopo la scoperte nella "Black Hills", sacre ai nativi, di vasti giacimenti auriferi. Qui avvenne il massacro di Wounded Knee nel 1890. Frattanto, il territorio era entrato nell'Unione come 40º Stato il 2 novembre 1889 diviso tra Nord e Sud Dakota.

## Società

### Evoluzione demografica
Secondo una stima del 2007 il Dakota del Sud ha una popolazione di 796 214 abitanti, con un incremento di circa 8 000 unità rispetto all'anno precedente e un incremento di circa 40 000 abitanti rispetto al censimento del 2000.
Il 6,8% della popolazione del Dakota del Sud ha meno di 5 anni, il 26,8% meno di 18 e il 14,3% ha più di 65 anni. Il 50,4% della popolazione è di sesso femminile.
Abitanti censiti

### Città
L'unica città con più di 100 000 abitanti è Sioux Falls, e, dopo la seconda città dello Stato, Rapid City, non ci sono centri con più di 25 000 abitanti.
Da una stima del 01-07-2006, si evince che solo 9 comuni superano i 10 000 abitanti, e sono:
1. Sioux Falls, 142 396
2. Rapid City, 62 715
3. Aberdeen, 24 071
4. Watertown, 20 526
5. Brookings, 18 802
6. Mitchell, 14 857
7. Pierre, 14 095
8. Yankton, 13 767
9. Huron, 10 909

### Religioni
- Cristiani – 86%
  - Protestanti – 54%
    - Luterani – 27%
    - Metodisti – 13%
    - Presbiteriani – 4%
    - Battisti – 4%
    - Chiesa Unita di Cristo – 2%
    - Pentecostali – 2%
    - Altri Protestanti – 12%

  - Cattolici – 25%
  - Altri Cristiani – 7%
- Ebrei – 0,03%
- Altro – 3%
- Atei – 8%
- Astenuti dalla risposta 2%

## College e università
- Augustana College
- Black Hills State University
- Dakota State University
- Dakota Wesleyan University
- Huron University
- Mount Marty University
- National American University
- Northern State University
- Presentation College
- South Dakota School of Mines and Technology
- South Dakota State University
- University of Sioux Falls
- University of South Dakota